# 小行星7467
小行星7467（英語：7467）是一颗围绕太阳公转的小行星。1989年11月25日，上田清二、金田宏在钏路市发现了此天体。
这颗小行星的绝对星等为41.60523等。